# جزیره روضه
جزیره روضه (انگلیسی: Roda Island)، جزیره‌ای در میان رود نیل در مرکز شهر قاهره در کشور مصر است.